# Luke Rowe
Luke Rowe (født 10. marts 1990 i Cardiff) er en tidligere professionel cykelrytter fra Wales, der senest kørte for Ineos Grenadiers.
Han blev professionel i 2012, da han som 22-årig skrev kontrakt med Team Sky. Ved Tour of Britain 2012 vandt han sin første sejr som professionel, da han kom først over stregen på 1. etape. Næste sejr kom da han vandt 2. etape ved Herald Sun Tour 2017. Til
trods for at han kun har to sejre, forlængede han i starten af 2020 kontrakten med Team Ineos, så den løber til udgangen af 2023. Dermed får Rowe over ti år som rytter på det britiske hold.